# БС-136 «Оренбург»
| БС-136 «Оренбург» | БС-136 «Оренбург»                                                          | БС-136 «Оренбург»                                                          |
| --- | -------------------------------------------------------------------------- | -------------------------------------------------------------------------- |
| БС-136 «Оренбург» |                                                                            |                                                                            |
| |                                                                            |                                                                            |
| Схематичне зображення підводного човна проєкту 667БДР «Кальмар», до якого належав БС-136 «Оренбург»                                                                                  |                                                                            |                                                                            |
| Верф | завод № 402, Сєверодвінськ                                                 | завод № 402, Сєверодвінськ                                                 |
| Під прапором | СРСР Росія                                                                 | СРСР Росія                                                                 |
| Належність | Військово-морський флот СРСР · Військово-морські сили Російської Федерації | Військово-морський флот СРСР · Військово-морські сили Російської Федерації |
| Порт приписки | Оленья Губа                                                                | Оленья Губа                                                                |
| На честь | Оренбург                                                                   | Оренбург                                                                   |
| Закладений | 9 квітня 1979                                                              | 9 квітня 1979                                                              |
| Спуск на воду | 15 квітня 1981                                                             | 15 квітня 1981                                                             |
| Введений до складу флоту | 5 листопада 1981                                                           | 5 листопада 1981                                                           |
| Перейменований | 2004 року присвоєне найменування «Оренбург»                                | 2004 року присвоєне найменування «Оренбург»                                |
| Перекваліфікований | 2002 року модернізований за проєктом 09786 у носій надмалих ПЧ             | 2002 року модернізований за проєктом 09786 у носій надмалих ПЧ             |
| На службі | 1981–по т.ч.                                                               | 1981–по т.ч.                                                               |
| Бойовий досвід | Холодна війна Друга холодна війна                                          | Холодна війна Друга холодна війна                                          |
| Проєкт |                                                                            |                                                                            |
| Тип ПЧ | багатоцільовий атомний підводний човен                                     | багатоцільовий атомний підводний човен                                     |
| Розробник проєкту | ЦКБМТ «Рубін»                                                              | ЦКБМТ «Рубін»                                                              |
| Головний конструктор | Ковальов С. М.                                                             | Ковальов С. М.                                                             |
| Класифікація НАТО | Delta III                                                                  | Delta III                                                                  |
| Основні характеристики |                                                                            |                                                                            |
| Швидкість (надводна) | 14 вузлів (27 км/год)                                                      | 14 вузлів (27 км/год)                                                      |
| Швидкість (підводна) | 24 вузла (47 км/год)                                                       | 24 вузла (47 км/год)                                                       |
| Робоча глибина занурення | 390 м                                                                      | 390 м                                                                      |
| Гранична глибина занурення | 450 м                                                                      | 450 м                                                                      |
| Автономність плавання | 90 діб                                                                     | 90 діб                                                                     |
| Екіпаж | 130 осіб                                                                   | 130 осіб                                                                   |
| Розміри |                                                                            |                                                                            |
| Довжина найбільша (по КВЛ) | 162,5 м                                                                    | 162,5 м                                                                    |
| Ширина корпусу найб. | 11,7 м                                                                     | 11,7 м                                                                     |
| Середня осадка (по КВЛ) | 8,7 м                                                                      | 8,7 м                                                                      |
| Водотоннажність надводна | 10 600 т                                                                   | 10 600 т                                                                   |
| Силова установка |                                                                            |                                                                            |
| Атомна: 2 × водо-водяних ректори ВМ-4С 2 ГТЗА з ешелонним розташуванням по 20 000 к.с. 2 АТГ по 3000 кВт кожен 2 групи АБ 2 ДГ ДГ-460 по 460 кВт, 2 електродвигуни економічного ходу |                                                                            |                                                                            |
| Гвинти | 2                                                                          | 2                                                                          |
| Потужність | 2 × 180 МВт                                                                | 2 × 180 МВт                                                                |
| Озброєння |                                                                            |                                                                            |
| Торпедно- мінне озброєння | 4 ТА калібру 533-мм (16 торпед)                                            | 4 ТА калібру 533-мм (16 торпед)                                            |
| Ракетне озброєння | ракетний комплекс Д-9Р з БРПЧ 16 ракет Р-29Р                               | ракетний комплекс Д-9Р з БРПЧ 16 ракет Р-29Р                               |
| ППО | 2 × ПЗРК «Стріла-2М»                                                       | 2 × ПЗРК «Стріла-2М»                                                       |

БС-136 «Оренбург» (рос. БС-136 «Оренбург») — радянський/російський багатоцільовий атомний підводний човен проєкту 667БДР «Кальмар». Закладений 9 квітня 1979 року на заводі № 402 у Сєверодвінську під назвою К-129 під заводським номером 398. 15 квітня 1981 року спущений на воду. 5 листопада 1981 року включений до складу Північного флоту ВМФ СРСР.

## Історія служби
30 листопада 1981 року підводний човен увійшов до складу 13-ї дивізії 3-ї флотилії підводних човнів Північного флоту, що базувалася на базі Оленья Губа. 22 березня 1996 віднесений до підкласу атомних підводних човнів спеціального призначення, отримав номер КС-129.
У 2002 році завершена модернізація за проєктом 09786. Під час реконструкції вирізали відсіки ракетного та торпедного озброєнь.
У 2006 році корабель увійшов до складу ВМФ Росії як АПЧ спеціального призначення, входить до складу 29-ї окремої бригади підводних човнів Північного флоту.
27 вересня 2012 року в ході експедиції «Севморгео» БС-136 «Оренбург», виконавши роль носія глибоководної атомної наукової станції — підводного човна АС-12 проєкту 10831, відомого як «Лошарик», досяг Північного полюса.